# GSM
GSM (od engleski Global System for Mobile Communications) najrašireniji je svjetski standard za mobilnu telefoniju. U željezničkom prometu se koristi posebna inačica, koja se zove GSM-R (GSM for Railway).
GSM je ćelijska mreža, što znači da se mobilni telefoni priključuju na mrežu tražeći ćelije koje se nalaze u blizini. GSM mreže rade u četiri različita frekvencijska opsega. Većina GSM operatera radi na 900 MHz ili 1800 MHz. Neke države na američkom kontinentu, uključujući SAD i Kanadu, koriste 850 MHz i 1900 MHz frekvencijski opseg.
400 i 450 MHz frekvencijski opsezi se uglavnom koriste u Skandinaviji.